# ヌアパップリック

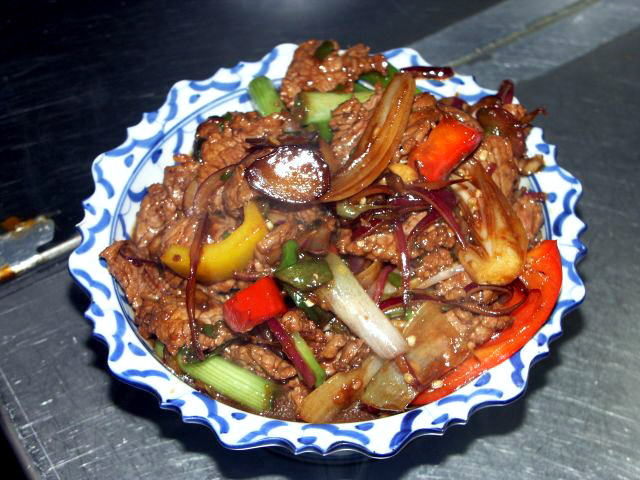
ヌアパップリックの盛られた皿

ヌアパップリック（ タイ語: เนื้อผัดพริก  ; 発音 [nɯ́a̯ pʰàt pʰrík]  ）は、タイ王国で頻繁に食される、 唐辛子とハーブで牛肉を炒めたタイ料理である。 エシャロット、ニンニク、唐辛子、タケノコ、ねぎ、ミントとバジルなどのハーブの葉、大豆、魚、オイスターソース、 パームシュガーなどを主な材料とする。ヌアパップリックは、タイ語で辛い揚げ肉の意。 